# زمین‌لرزه جزایر سلیمان
زمین‌لرزه جزایر سلیمان ممکن است به یکی از موارد زیر اشاره داشته باشد:
- زمین‌لرزه ۲۰۱۰ جزایر سلیمان
- زمین‌لرزه ۱۹۸۸ جزایر سلیمان
- زمین‌لرزه ۲۰۰۷ جزایر سلیمان
- زمین‌لرزه ۱۹۷۷ جزایر سلیمان
- زمین‌لرزه ۱۹۳۱ جزایر سلیمان
- زمین‌لرزه ۱۹۳۹ جزایر سلیمان